# Chiesa di Santa Valeria (Seregno)
La chiesa di Santa Valeria è una chiesa parrocchiale di Seregno, in provincia di Monza e della Brianza e arcidiocesi di Milano.

## Storia
Gofredo da Bussero, nel suo Liber Notitiae Sanctorum Mediolani, citava sulla strada tra Seregno e Meda una chiesa dedicata a Valeria, sottoposta a Mariano Comense, e vi si venerava una Madonna col Bambino, forse del Bramantino, ragion per cui le porte della chiesa erano sempre aperte. 
Nel 1579 Carlo Borromeo visitò Seregno e, trovandola in rovina, diede ordine di demolire il portico e di utilizzare i materiali per costruire la chiesa di San Vittore, che ora non esiste più, ma ciò non avvenne fino al 1611, con la visita di Federico Borromeo, che diede ancora quell'ordine, dato che era un luogo di ricovero per animali e delinquenti, ma l'edificio viene salvato dalla peste e solo nel 1650, per volere di don Giovanni Perego, viene ricostruita la Chiesa che nel 1653 viene aperta con una nuova navata e una cappella per l'immagine della Vergine. 
Nel 1811 il marchese Marco Antono Odescalchi donò il terreno antistante la chiesa affinché si potesse costruire una grande piazza; nel 1839 furono aggiunti due dipinti per abbellirla, opera di Lugi Maria e Gaetano Sabatelli.  Nel 1865 sull'altare centrale è posta l'icona della Madonna. 

### La chiesa oggi
Con l'aumento della popolazione, tra la fine dell'Ottocento e l'inizio del Novecento, si decise di costruire una nuova chiesa, il cui progetto fu infine affidato a Spirito Maria Chiappetta, sebbene avessero avanzato proposte anche Luigi Mantegazza e Ambrogio Silva. La prima pietra fu posata il 1 ottobre 1922, ma i lavori iniziarono solo il 26 marzo 1923 e furono completati nel 1930, con la consacrazione della nuova chiesa da parte di Alfredo Ildefonso Schuster il 29 settembre: la chiesa precedente fu demolita nel 1932. 
L'anno successivo iniziarono i lavori della nuova strada del Santuario, dove è collocata la statua della Madonna in marmo di Carrara, ivi collocata nel 1956. 
Il campanile, invece, verrà iniziato il 15 settembre 1946, su progetto di Silva e di Giuseppe Calastri, dato che il progetto della Chiappetta parve troppo costoso: dopo varie interruzioni, verrà inaugurato nel 1965, con apposta anche su di esso una statua della Vergine. 

## Architettura
Costruita in stile gotico lombardo, è composta da tre navate e transetto.  Sulla facciata si trovano tre lunette, disegnate da Trento Longaretti, una con San Vitale e Santa Valeria, la seconda con i Santi Gervaso e Protaso e la terza con la Madonna col Bambino in mezzo alla chiesa di Santa Valeria e quella di San Rocco. 
All'interno, sulla destra, si trovava l'altare di San Carlo con un dipinto della prima comunione di san Luigi Gonzaga, poi quello della Croce, con un dipinto dell'Addolorata con Giovanni Evangelista, sulla sinistra invece c'è l'altare di San Vitale, con pitture attorno di Angelo Sesti e alla fine un dipinto di san Vitale insieme alla sua famiglia. 
Vi è poi c'è l'altare maggiore, dove è posta l'icona della Madonna, restaurata nel 1927 da Carlo Pianca e Francesco Annoni: ai lati si trovano due pale con san Giuseppe e il Sacro Cuore. Si trovano anche tre bronzi, uno per la cattedra, uno per l'ambone e uno per l'altare, realizzati da Alberto Ceppi, e raffiguranti Gesù Maestro, la Pentecoste e la Cena di Emmaus. 
Il battistero venne realizzato da Ottavio Cabiati e dietro di esso si trova un bronzo aureo del battesimo di Gesù in bronzo dorato, opera di Salvatore Saponaro.  Per accedere alla sagrestia si trovano due lunette con i papi Pio XI e Pio XII.